# تالس واچ‌کیپر WK450
تالس واچ‌کیپر WK450 (انگلیسی: Thales Watchkeeper WK450) پهپاد (UAV) جاسوسی، نظارت، هدف‌یابی و شناسایی (ISTAR) است که قبلاً توسط نیروی زمینی بریتانیا مورد استفاده قرار می‌گرفت. این پهپاد توسط UAV Tactical Systems (U-TacS)، یک سرمایه‌گذاری مشترک بین البیت سیستمز و گروه تالس، توسعه داده شده و بر اساس هرمس ۴۵۰ ساخت البیت ساخته شده است.
واچ‌کیپر در سال ۲۰۱۹ به طور کامل وارد خدمت شد، اما تا مارس ۲۰۲۵، به طور قابل توجهی قبل از تاریخ از رده خارج شدن برنامه‌ریزی شده قبلی آن در سال ۲۰۴۲، بازنشسته شد.